# Adriana Hölszky
Adriana Hölszky (Bucareste, 30 de junho 1953) é uma compositora e pianista da Roménia. Vive na Alemanha desde 1976.